# Leichtathletik-Europameisterschaften 2014/20 km Gehen der Frauen

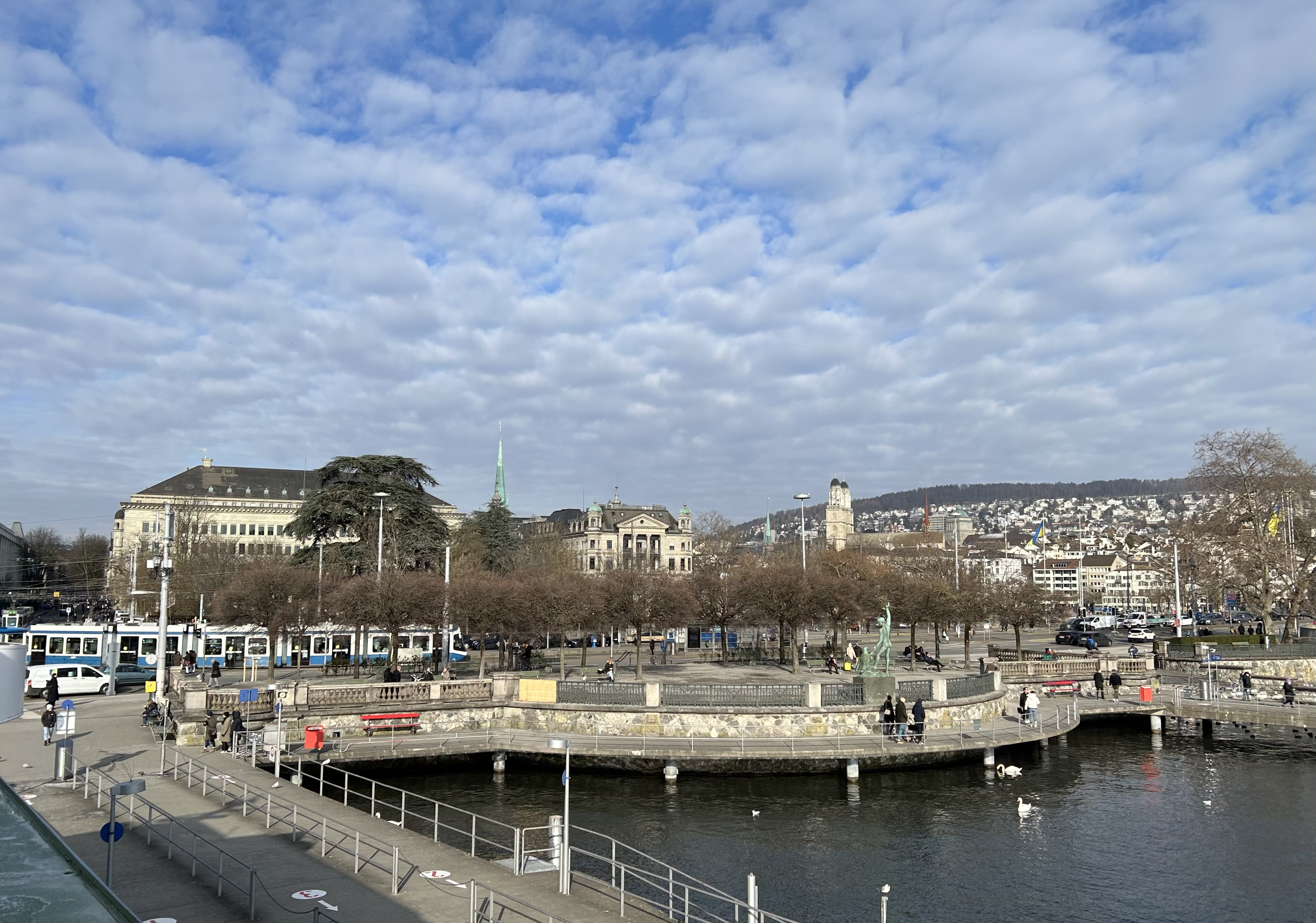
Der Bürkliplatz im Jahr 2023

Das 20-km-Gehen der Frauen bei den Leichtathletik-Europameisterschaften 2014 wurde am 14. August 2014 in den Straßen von Zürich ausgetragen.
Europameisterin wurde die Russin Elmira Alembekowa. Die Ukrainerin Ljudmyla Oljanowska errang die Silbermedaille. Bronze ging an die Tschechin Anežka Drahotová.

## Rekorde

### Bestehende Rekorde
| Weltrekord           | 1:25:02 h | Jelena Laschmanowa | London, Großbritannien  | 11. August 2012 |
| Europarekord         | 1:25:02 h | Jelena Laschmanowa | London, Großbritannien  | 11. August 2012 |
| Meisterschaftsrekord | 1:26:42 h | Olimpiada Iwanowa  | EM München, Deutschland | 7. August 2002  |

Der bestehende EM-Rekord wurde bei diesen Europameisterschaften nicht erreicht. Mit ihrer Siegerzeit von 1:27:56 h blieb die russische Europameisterin Elmira Alembekowa 1:14 min über dem Rekord. Zum Welt- und Europarekord fehlten ihr 2:54 min.

### Rekordverbesserung
Im Wettbewerb am 14. August wurde ein neuer Landesrekord aufgestellt:

1:32:03 h – Mária Gáliková, Slowakei

## Durchführung
Hier gab es keine Vorrunde, alle 29 Geherinnen traten gemeinsam zum Finale an.

## Legende
Kurze Übersicht zur Bedeutung der Symbolik – so üblicherweise auch in sonstigen Veröffentlichungen verwendet:
| NR    | Nationaler Rekord                        |
| NU23R | Nationaler U23-Rekord                    |
| DNF   | Wettkampf nicht beendet (did not finish) |
| DSQ   | disqualifiziert                          |

## Ergebnis

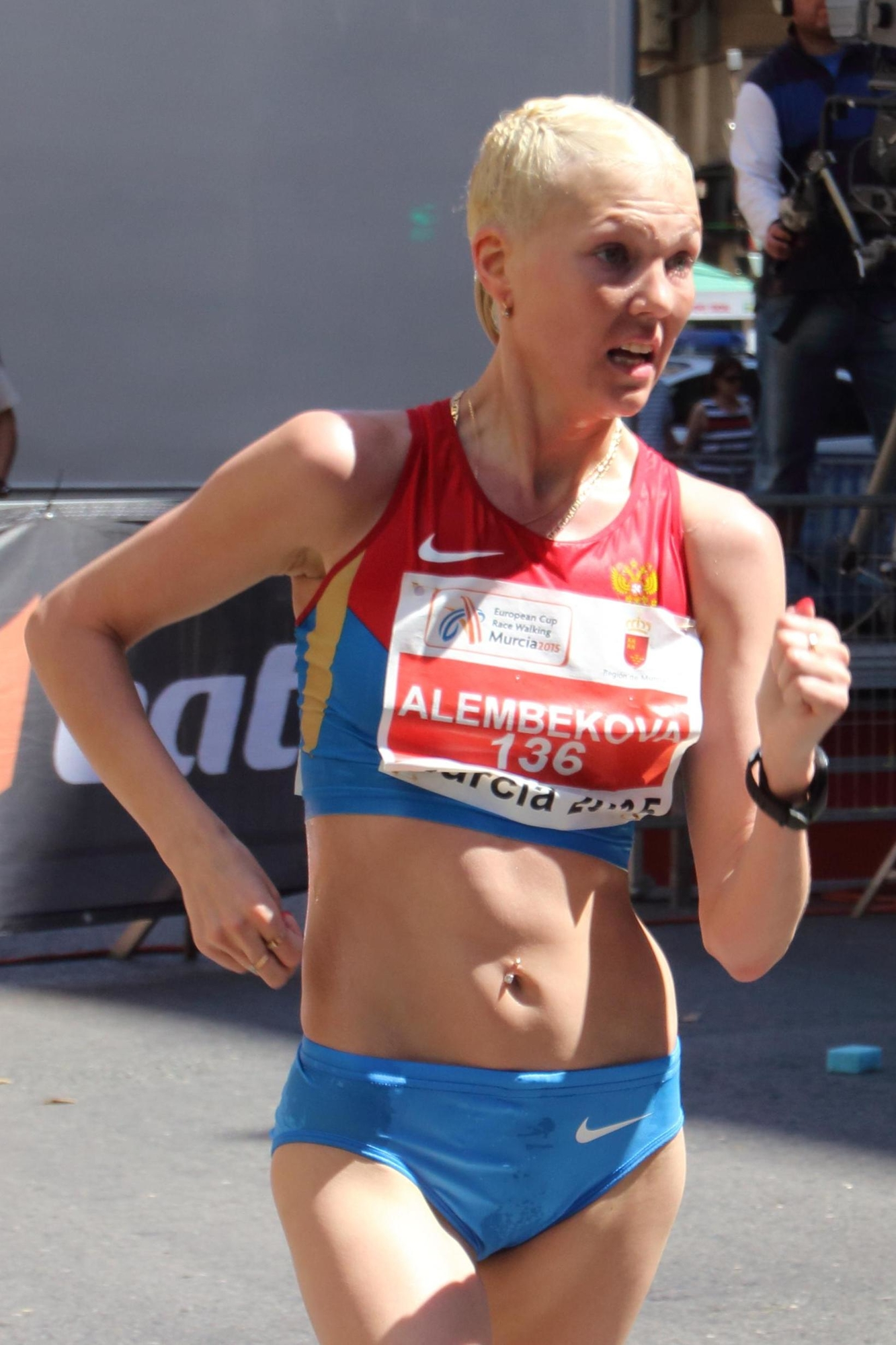
Europameisterin Elmira Alembekowa

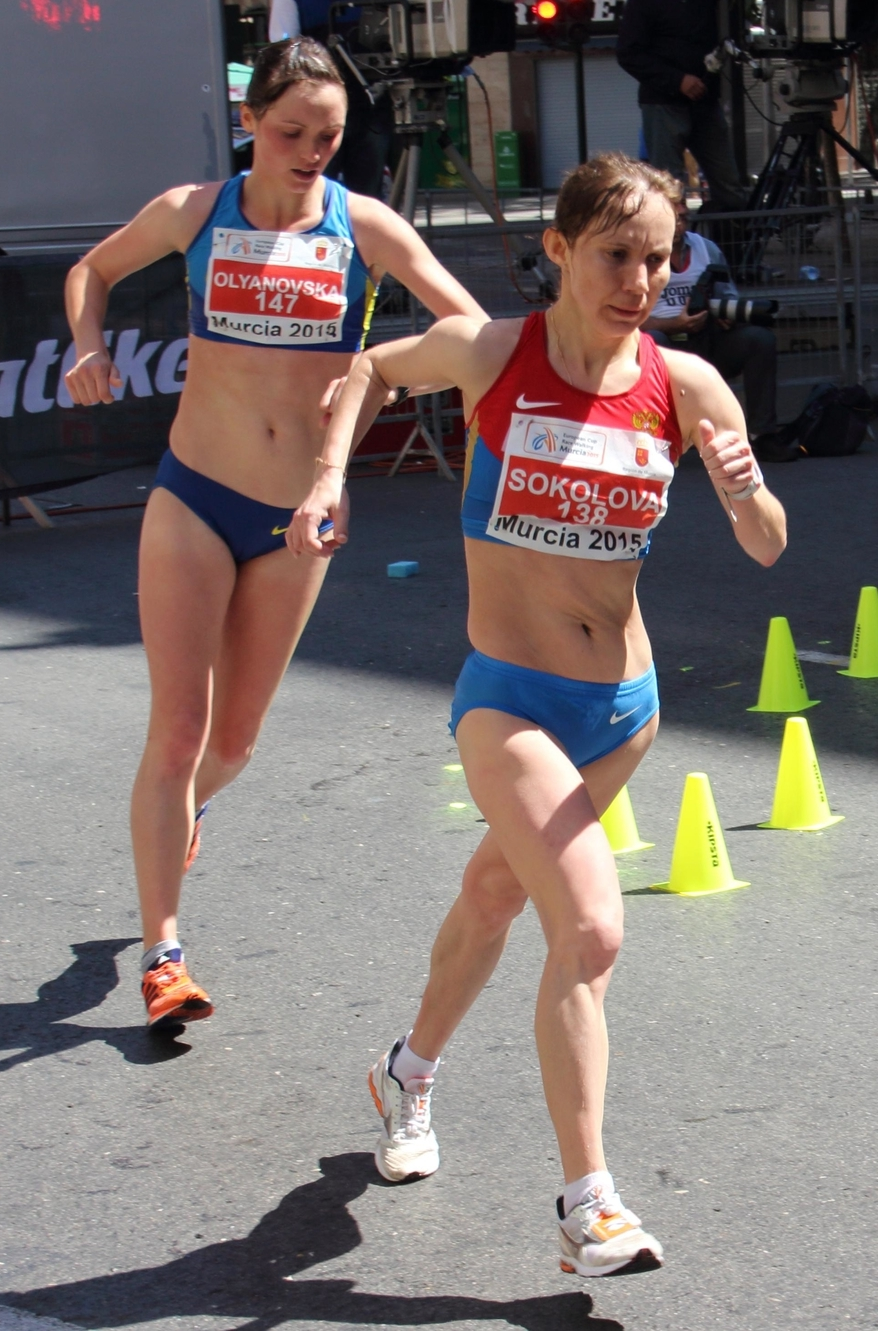
Vizeeuropameisterin Ljudmyla Oljanowska (links) und die viertplatzierte Wera Sokolowa

14. August 2014, 9:10 Uhr
| Platz | Name                       | Nation       | Zeit (h)          | Verwarnungen   |
| ----- | -------------------------- | ------------ | ----------------- | -------------- |
| 1     | Elmira Alembekowa          | Russland     | 1:27:56           |                |
| 2     | Ljudmyla Oljanowska        | Ukraine      | 1:28:07           |                |
| 3     | Anežka Drahotová           | Tschechien   | 1:28:08 NU20R     |                |
| 4     | Wera Sokolowa              | Russland     | 1:28:24           | Knie/Bod       |
| 5     | Eleonora Giorgi            | Italien      | 1:28:28           |                |
| 6     | Ana Cabecinha              | Portugal     | 1:28:40           |                |
| 7     | Antonella Palmisano        | Italien      | 1:28:43           |                |
| 8     | Beatriz Pascual            | Spanien      | 1:29:02           |                |
| 9     | Hanna Drabenia             | Belarus      | 1:29:39           | Bod            |
| 10    | Raquel González            | Spanien      | 1:30:03           | Knie           |
| 11    | Neringa Aidietytė          | Litauen      | 1:30:47           | Knie/Knie      |
| 12    | Viktória Madarász          | Ungarn       | 1:30:57           |                |
| 13    | Inês Henriques             | Portugal     | 1:31:32           |                |
| 14    | Agnieszka Dygacz           | Polen        | 1:31:36           |                |
| 15    | Alina Matsviayuk           | Belarus      | 1:31:46           |                |
| 16    | María José Poves           | Spanien      | 1:32:02           |                |
| 17    | Mária Gáliková             | Slowakei     | 1:32:03 NR        |                |
| 18    | Brigita Virbalytė-Dimšienė | Litauen      | 1:32:46           |                |
| 19    | Laura Polli                | Schweiz      | 1:33:22           |                |
| 20    | Despina Zapounidou         | Griechenland | 1:34:03           | Knie           |
| 21    | Marie Polli                | Schweiz      | 1:34:39           |                |
| 22    | Federica Curiazzi          | Italien      | 1:35:48           |                |
| 23    | Inna Kaschyna              | Ukraine      | 1:35:51           | Bod            |
| 24    | Antigoni Drisbioti         | Griechenland | 1:35:54           |                |
| 25    | Mária Czaková              | Slowakei     | 1:38:38           | Bod            |
| DNF   | Laura Reynolds             | Irland       | Aufgabe bei km 10 |                |
| DNF   | Lucie Pelantová            | Tschechien   | Aufgabe bei km 8  | Bod            |
| DNF   | Paulina Buziak             | Polen        | Aufgabe bei km 4  |                |
| DSQ   | Vasylyna Vitovshchyk       | Ukraine      | DSQ bei km 12     | Knie/Knie/Knie |

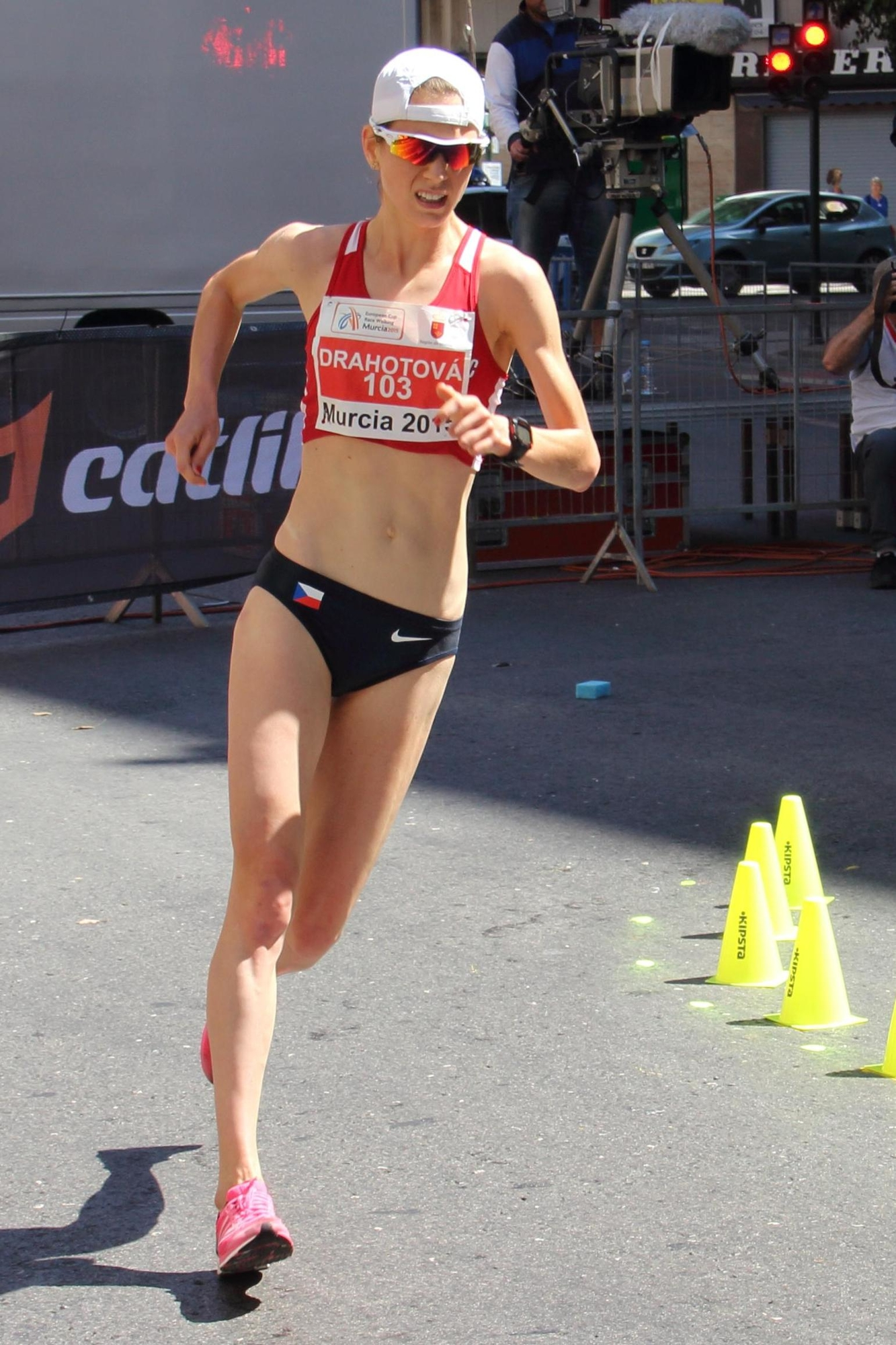
Bronzemedaillengewinnerin Anežka Drahotová
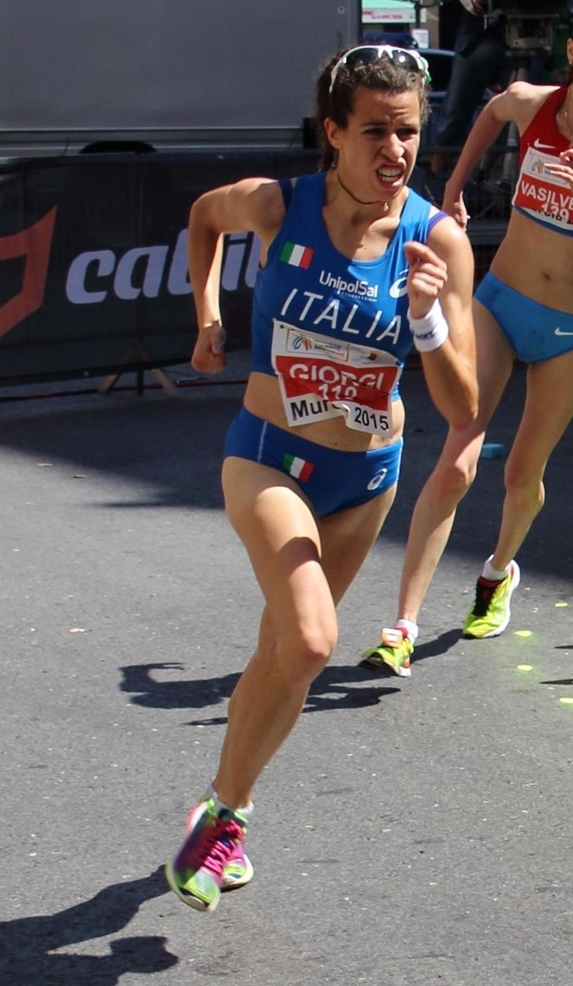
Eleonora Giorgi erreichte Platz fünf
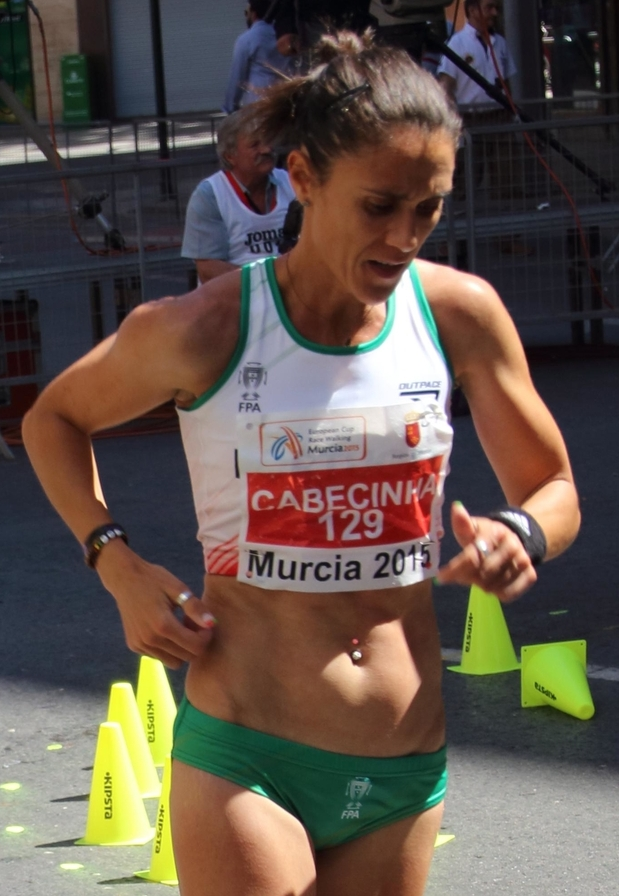
Ana Cabecinha kam auf den sechsten Platz

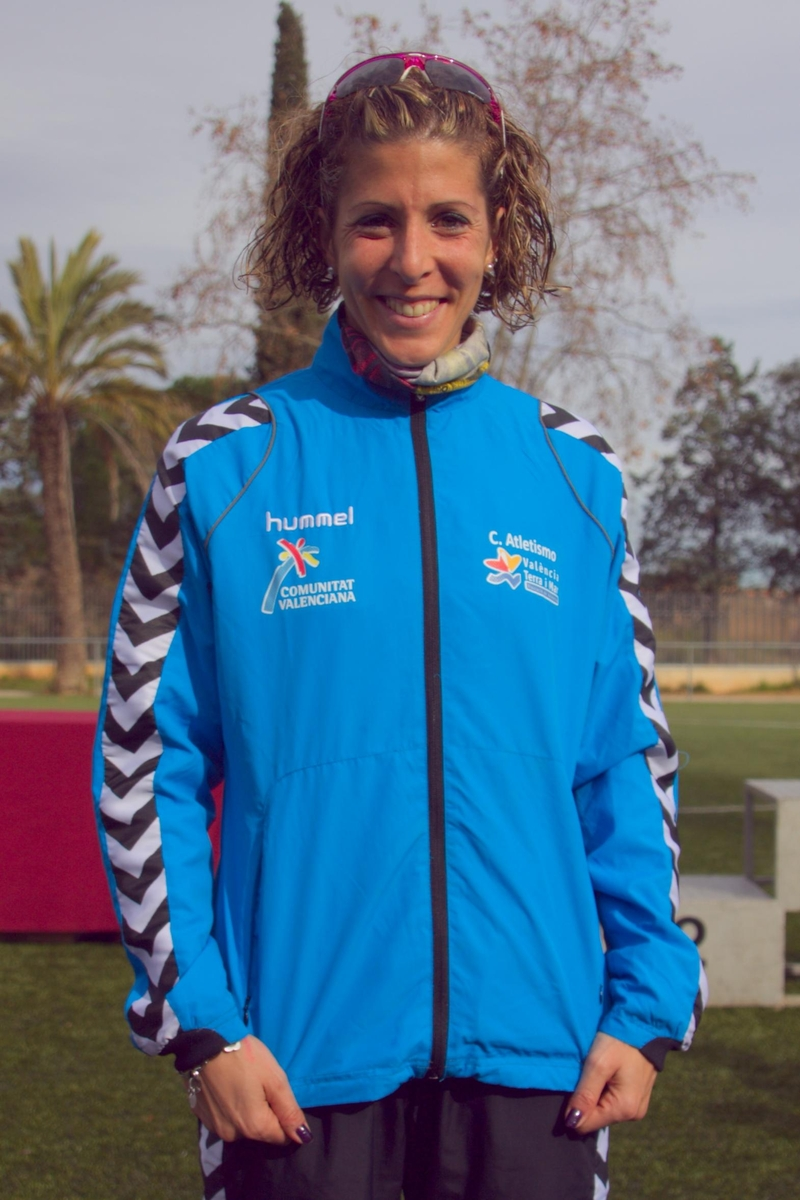
Beatriz Pascual belegte Rang acht
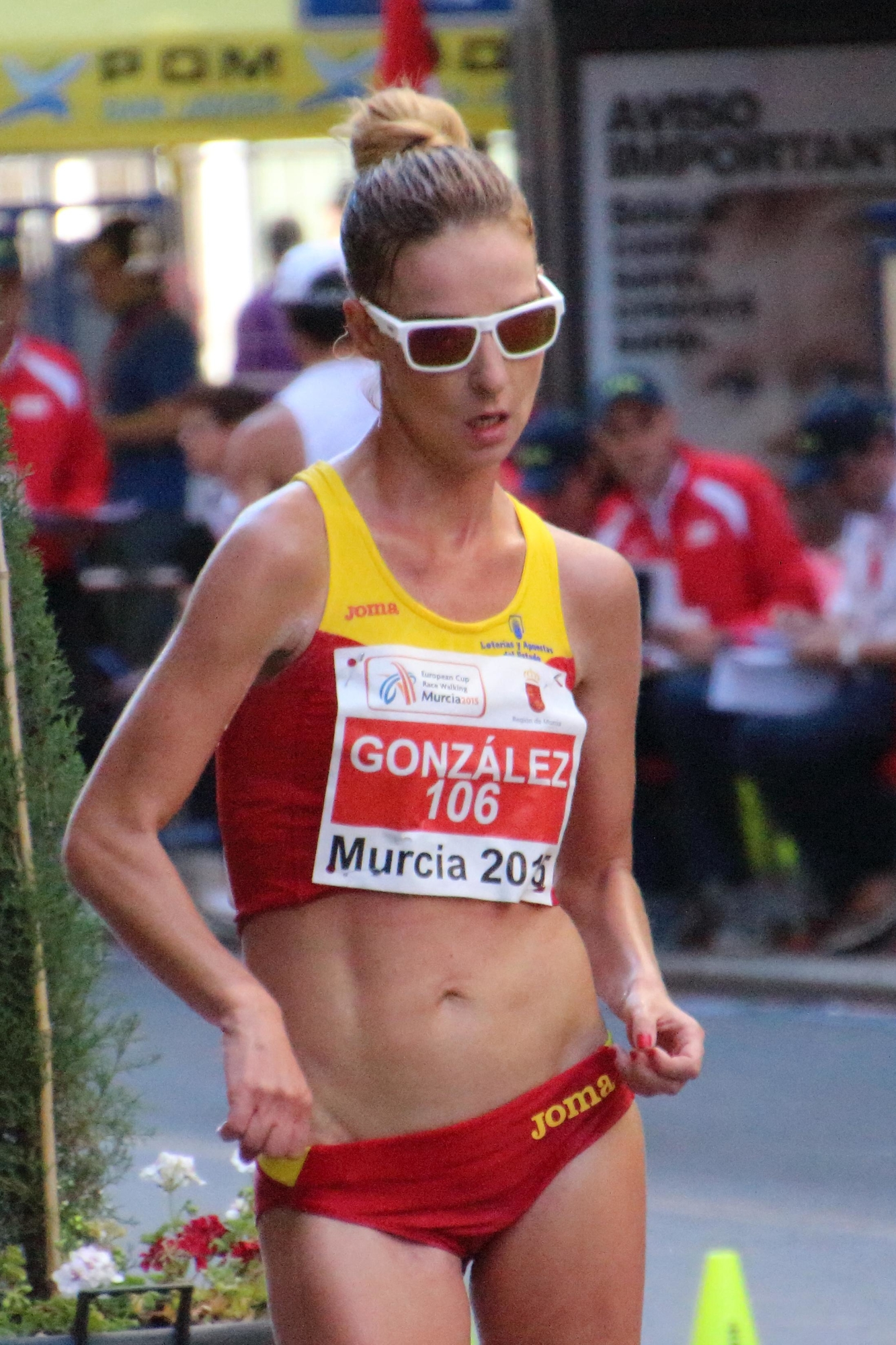
Raquel González wurde Zehnte
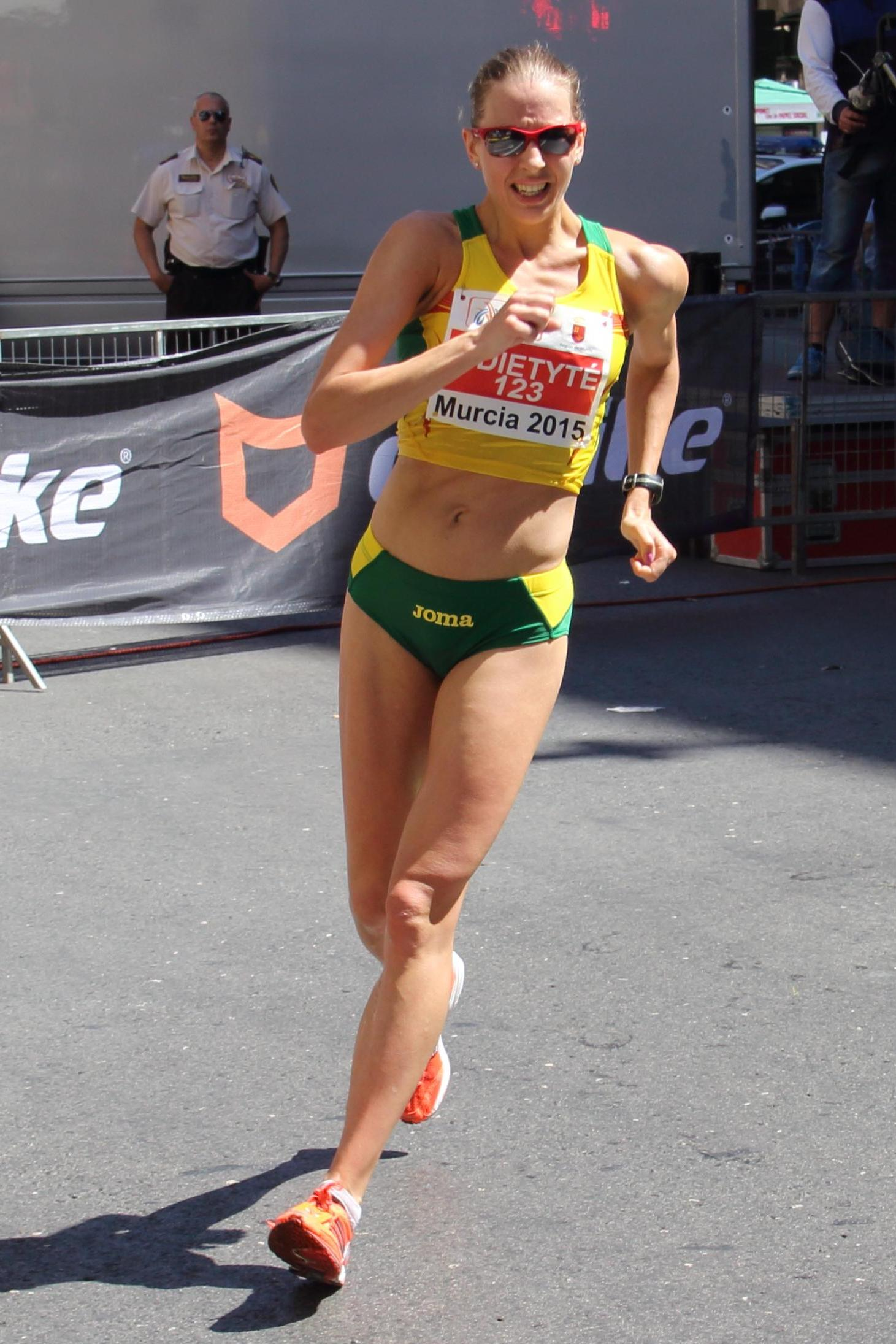
Neringa Aidietytė – Platz elf
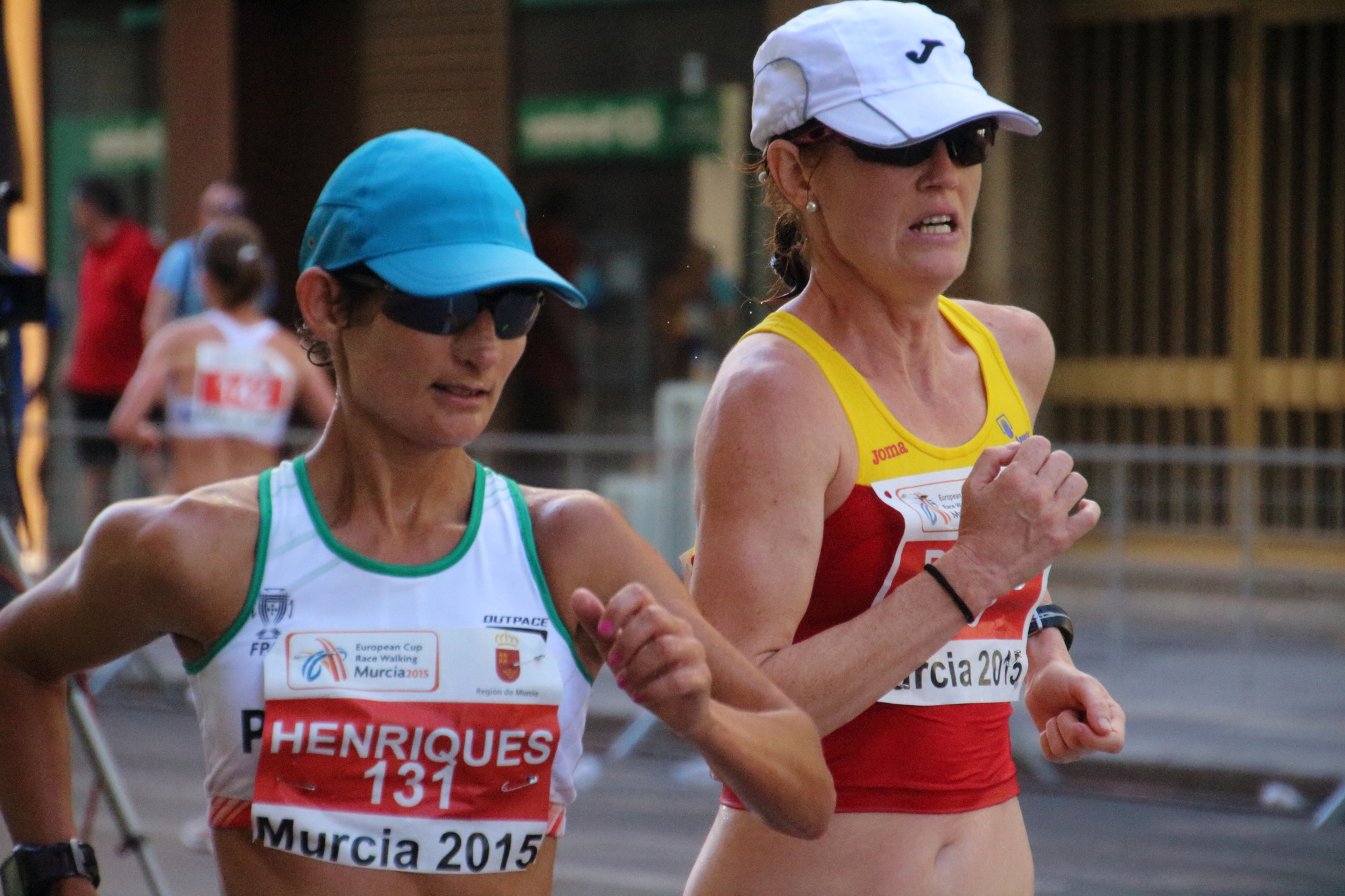
Inês Henriques (links) – Platz dreizehn / María José Poves – Platz sechzehn

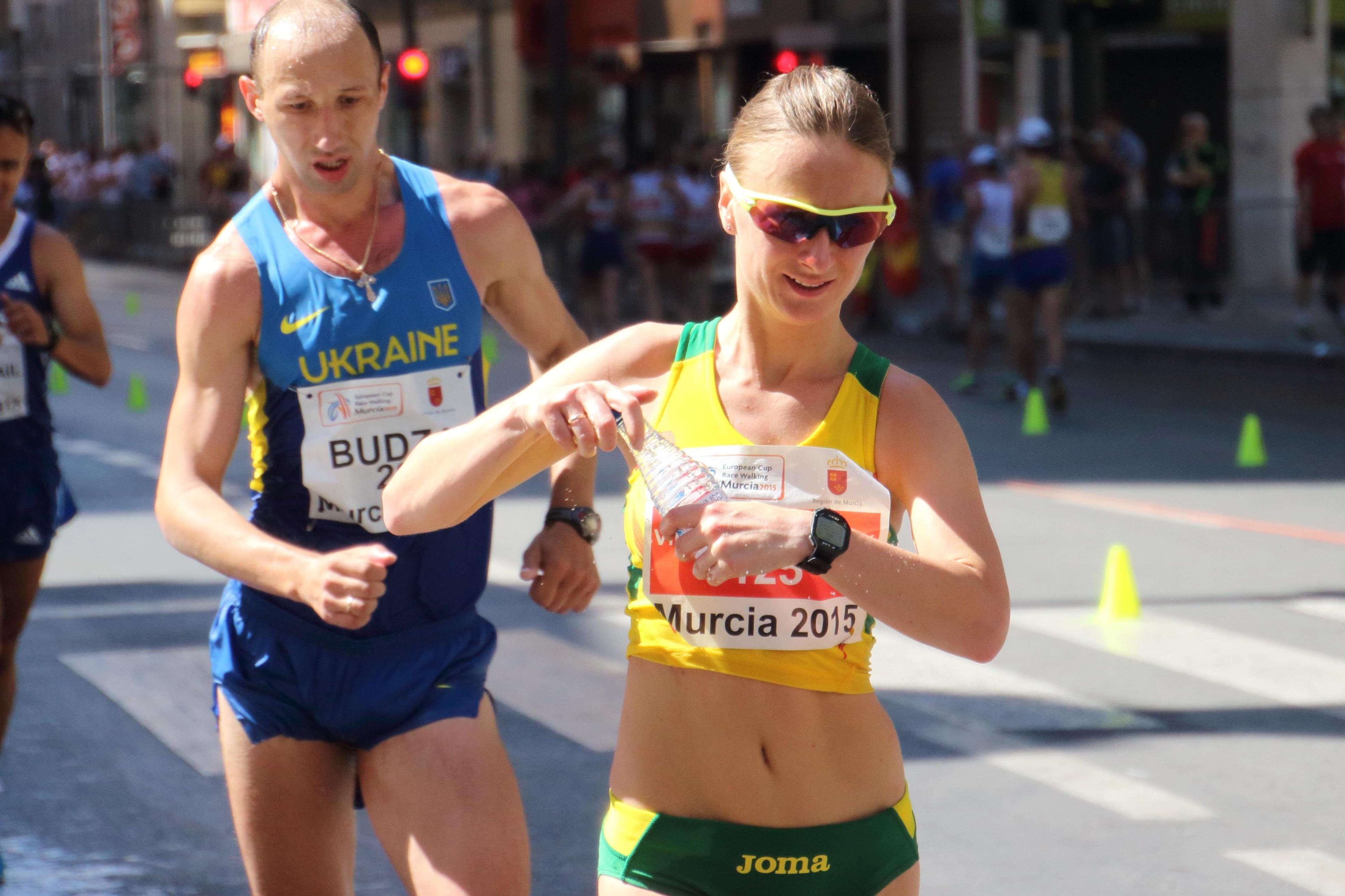
Brigita Virbalytė-Dimšienė – Platz achtzehn
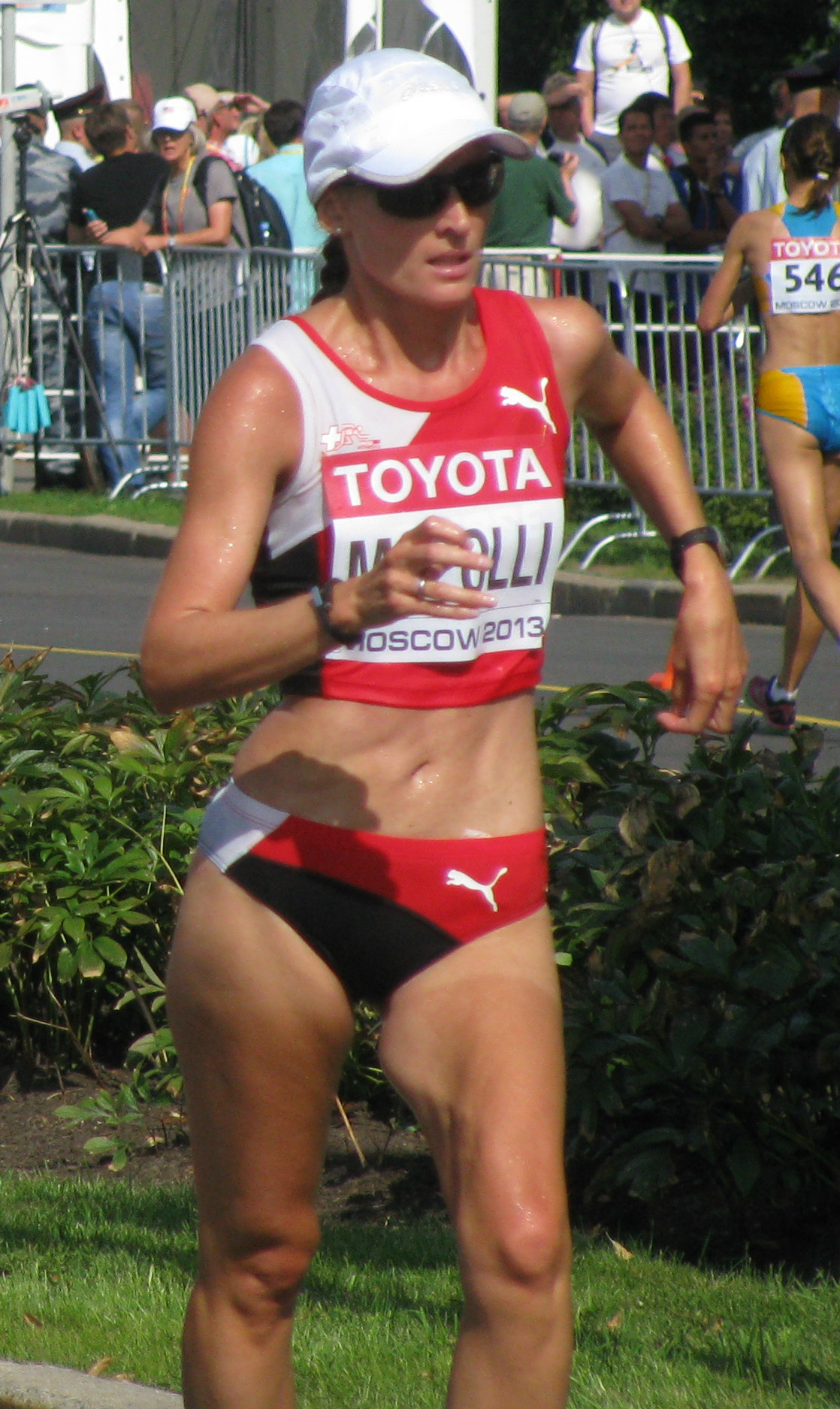
Marie Polli – Platz 21
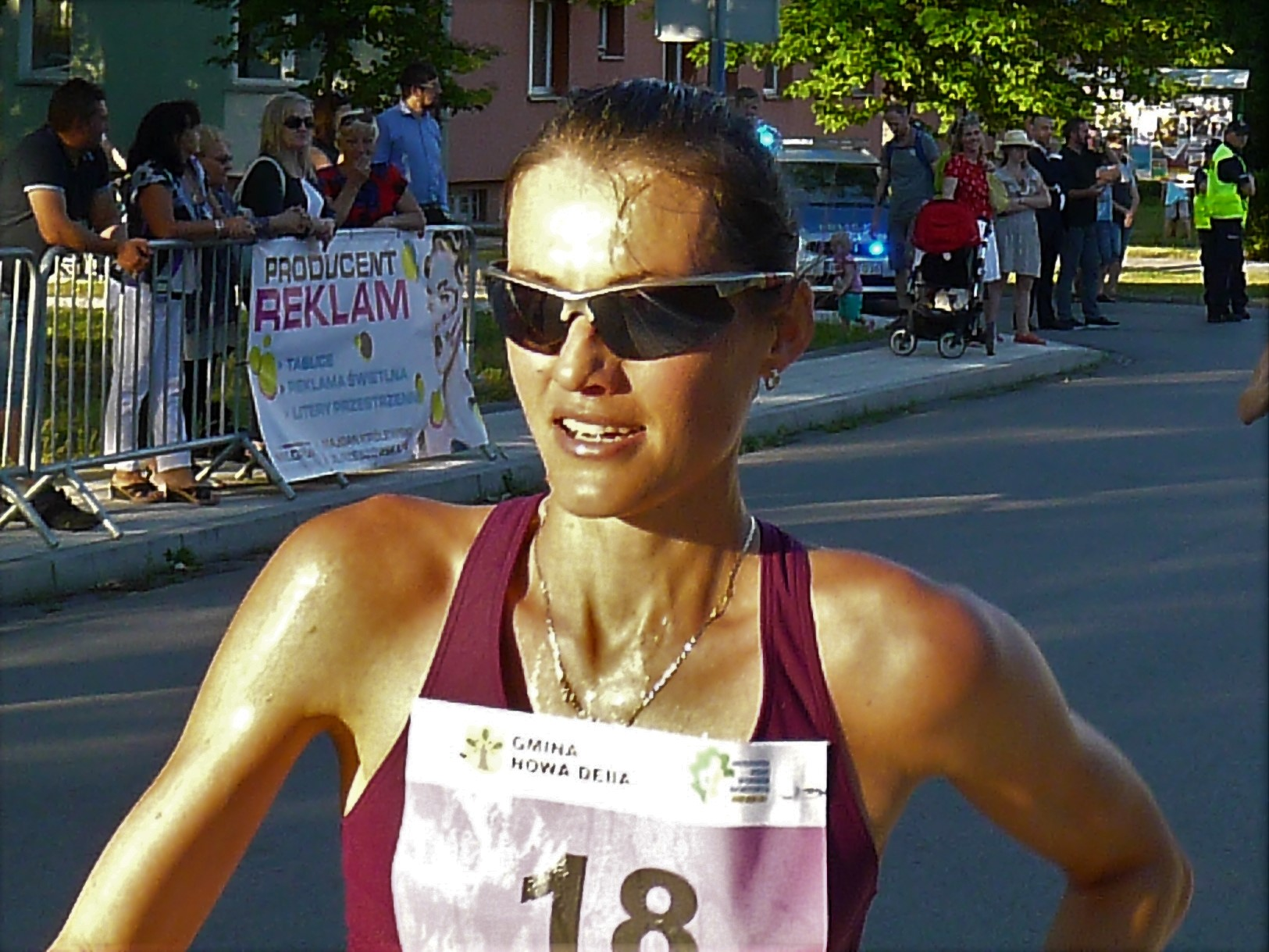
Paulina Buziak – Rennen nicht beendet